# نهائي كأس ألمانيا 1935
نهائي كأس ألمانيا 1935 هي المباراة النهائية من منافسة كأس ألمانيا 1935، أقيمت المباراة في 8 ديسمبر 1935، في ملعب راين شتاديون، بين فريقي نادي نورنبرغ، وشالكه 04، وفاز فيها نادي نورنبرغ، بعد أن هزم شالكه 04، بنتيجة 2 - 0، وحضر المباراة 55000 شخصاً.

## تفاصيل المباراة
لعبت المباراة النهائية في 8 ديسمبر 1935.
| نادي نورنبرغ | 2 -0 | شالكه 04 |
| ------------ | ---- | -------- |
|              |      |          |